# 미리 보기

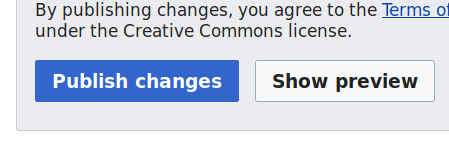
위키백과에서의 미리 보기

미리 보기(Preview)는 최종 형태로 생산되기 전 문서를 표시하기 위한 컴퓨팅 기능이다. 크게는 컴퓨터 환경과 무대 예술 환경으로 용도가 나뉜다.
컴퓨터 처리 환경에서는 특정한 문서, 페이지, 필름의 출력이 실제로 마지막 형태로 생산되기 전에 미리 표시하는 것을 일컫는다. 인쇄된 출력물의 경우, 인쇄 미리 보기라고 한다. 위지윅 환경이 아닌 곳에서는 미리 보기 기능이 매우 중요한데, 문법 오류 등의 수정 등을 빠르게 할 수 있기 때문이다. 미디어 플레이어 소프트웨어 가운데 일부는 음악을 들을 때에도 "미리 보기"라는 표현을 사용하기도 한다.

## 내용 미리보기
미리보기 기능을 사용하면 사용자는 최종 형태로 제작하기 전에 프로세스의 현재 단계를 미리 보고 확인할 수 있다. 미리보기를 통해 사용자는 현재/최종 제품을 시각화하고 제품을 마무리하기 전에 발생할 수 있는 오류를 쉽게 수정할 수 있다. 웹 개발 애플리케이션과 같은 마크업 언어 편집 소프트웨어에는 미리보기가 필요하다.
어도비 드림위버와 같은 웹 개발 애플리케이션과 대부분의 HTML 편집기에는 '브라우저에서 미리보기' 기능이 있다. 웹페이지 개발 중에 최종 결과를 확인하려면 브라우저에서 페이지를 미리 봐야 한다. 일반적으로 브라우저는 동일한 결과를 생성하지만 각 브라우저 버전은 HTML 페이지를 다소 다르게 표시할 수 있다. 브라우저에서 미리보기는 지정된 웹 브라우저에 어떤 코드가 나타날지 보여준다. 차이점을 확인하고 페이지를 게시한 후 사이트 방문자가 보게 될 내용을 확인하기 위해 미리보기 기능이 있다.
비디오 편집 응용 프로그램에는 편집 과정에서 만들어진 현재 제품을 볼 수 있는 미리보기 기능도 있다. 애플의 영상 편집 소프트웨어인 파이널 컷 프로의 인터페이스에는 '뷰어 창'과 '캔버스 창'이라는 두 개의 미리보기 창이 있다. '뷰어 창'을 통해 사용자는 클립을 미리 보고 사용할 클립을 결정할 수 있다. 사용자는 이 창에서 클립을 변경할 수도 있다. '캔버스 창'은 완성된 프로그램을 보여주고 지금까지의 창작물을 미리 볼 수 있는 프로그램 창이다.
많은 대화형 웹사이트와 온라인 포럼에서는 사용자가 콘텐츠를 제출하기 전에 미리 볼 수 있다. 이는 WYSIWYG가 아닌 복잡한 마크업이 있는 사이트에서 특히 유용하며, 콘텐츠를 저장하기 전에 오류와 형식 문제를 식별하고 수정할 수 있는 기회로 사용된다.

## 인쇄 미리 보기
인쇄 미리 보기는 사용자가 인쇄할 문서를 보는 기능으로, 사용자가 정확히 문서의 인쇄 모습이 어떨지를 볼 수 있게 한다.
실제 인쇄를 하지 않고 출력 시 레이아웃의 모습을 미리 봄으로써 사용자는 실제 인쇄를 추구하기 앞서 잠재적인 오류를 확인하고 수정할 수 있다. 대부분의 응용 프로그램들은 인쇄 미리 보기 기능을 갖추고 있으며 어도비 포토샵이나 마이크로소프트 오피스와 같은 일부 응용 프로그램들은 인쇄 메뉴를 선택할 때 자동으로 '인쇄 미리 보기' 기능을 연다.

## 같이 보기
- 위지위그